# Reichsmütterschule Wedding
Die Reichsmütterschule Wedding war eine nationalsozialistische Bildungseinrichtung im Berliner Bezirk Wedding, in der zwischen 1936 und 1945 Funktionärinnen des Mütterdienstes geschult wurden und junge Frauen im Sinne der NS-Ideologie Unterricht in hauswirtschaftlichen Tätigkeiten sowie Kinderpflege und -erziehung erhielten.

## Aufgaben
Die Reichsmütterschule Wedding hatte mehrere Aufgaben. Zum einen erfüllte sie den gleichen Zweck wie jede der über 500 damaligen Mütterschulen und bot verschiedene Lehrgänge für junge Frauen an, die sie auf ihre Rolle als Ehefrau und Mutter in der nationalsozialistischen Diktatur vorbereiten sollten. Die angebotenen Kurse hießen beispielsweise „Säuglingspflege“, „Heimgestaltung, Volks- und Brauchtum“, „Häusliche Näharbeiten“ oder „Kochen und Hauswirtschaft“. Neben der Vermittlung fachlicher Kenntnisse ging es dabei auch immer um eine Festigung der nationalsozialistischen Weltanschauung.

Mitunter besuchten Frauen diese Lehrgänge unter finanziellem Druck, da der Nachweis der Kursteilnahme zur Bedingung für die Auszahlung von Ehestandsdarlehen gemacht wurde. Verpflichtend war der Kursbesuch auch für arbeitslose Frauen, die auf staatliche Unterstützung angewiesen waren.
Zum anderen diente die Reichsmütterschule Wedding als Schulungs- und Weiterbildungsstätte für die Lehrkräfte anderer Mütterschulen. Dazu heißt es in einer Broschüre der Reichsfrauenführung Berlin: „Alle Lehrkräfte des Mütterdienstes sind Fachkräfte, die [...] laufend [...] sowohl weltanschaulich als auch fachlich nachgeschult werden.“
Des Weiteren stellte die Reichsmütterschule Wedding eine Art Musterschule dar. Sie sollte das Idealbild der nationalsozialistischen Mütterschule in der Öffentlichkeit repräsentieren und empfing daher fast täglich Besuchergruppen.

## Lage
Die Reichsmütterschule befand sich im damaligen Berliner Bezirk Wedding in der Schulstraße 13–15, Ecke Ruheplatzstraße.
In einer Werbebroschüre von 1941 heißt es: „Die Lage der Schule im ehemals „rotesten“ Gebiet des Berliner Nordens war ausschlaggebend bei der Entscheidung der Reichsfrauenführerin für dieses Haus.“ Man erhoffte sich hiervon einen verstärkten ideologischen Einfluss auf die Weddinger Arbeiterfamilien.
Gegen Ende des Zweiten Weltkriegs wurde das Haus zerstört und das Grundstück in der Nachkriegszeit planiert. Von 2013 bis 2021 befand sich an dieser Stelle das Himmelbeet; seit 2022 ist hier ein Sportplatz im Entstehen.